# Lijst van premiers van Denemarken
Dit is een lijst van premiers van Denemarken.
De Deense regeringsleiders droegen diverse titels.
- 1699-1730 : Rijkskanselier (Rigskansler)
- 1730-1848 : Staatsminister (Statsminister)
- 1848-1854 : Eerste minister (Premierminister)
- 1854-1918 : Raadsvoorzitter (Konseilspræsident)
- sinds  1918 : Staatsminister (Statsminister), vertaald als "Premier"

## Regeringsleiders van Denemarken (1848-heden)
| Regeringsleider | Regeringsleider | Ambtsperiode | Partij                   |
| --------------- | --- | ------------ | ------------------------ |
|                 | Adam Wilhelm Moltke (1785-1864) | 1848-1852    | Højre                    |
|                 | Christian Albrecht Bluhme (1794-1866) | 1852-1853    | Højre                    |
|                 | Anders Sandøe Ørsted (1778-1860) | 1853-1854    | partijloos               |
|                 | Peter Georg Bang (1797-1861) | 1854-1856    | partijloos               |
|                 | Carl Christoffer Georg Andræ (1812-1893) | 1856-1857    | partijloos               |
|                 | Carl Christian Hall (1812-1888) | 1857-1859    | De Nationalliberale      |
|                 | Carl Edvard Rotwitt (1812-1860) | 1859-1860    | Bondevennernes Selskab   |
|                 | Carl Christian Hall (1812-1888) | 1860-1863    | De Nationalliberale      |
|                 | Ditlev Gothard Monrad (1811-1887) | 1863-1864    | De Nationalliberale      |
|                 | Christian Albrecht Bluhme (1794-1866) | 1864-1865    | Højre                    |
|                 | Christian Emil Krag-Juel-Vind-Frijs (1817-1896) | 1865-1870    | Nationale Godsejere      |
|                 | Ludvig Holstein-Holsteinborg (1815-1892) | 1870-1874    | Mellempartiet            |
|                 | Christen Andreas Fonnesbech (1817-1880) | 1874-1875    | Nationale Godsejere      |
|                 | Jacob Brønnum Scavenius Estrup (1825-1913) | 1875-1894    | Nationale Godsjere/Højre |
|                 | Tage Reedtz-Thott (1839-1923) | 1894-1897    | Højre                    |
|                 | Hugo Egmont Hørring (1842-1909) | 1897-1900    | Højre                    |
|                 | Hannibal Sehested (1842-1924) | 1900-1901    | Højre                    |
|                 | Johan Henrik Deuntzer (1845-1918) | 1901-1905    | Venstre                  |
|                 | Jens Christian Christensen (1856-1930) | 1905-1908    | Venstre                  |
|                 | Niels Neergaard (1854-1936) | 1908-1909    | Venstre                  |
|                 | Ludvig Holstein-Ledreborg (1839-1912) | 1909-1909    | Venstre                  |
|                 | Carl Theodor Zahle (1866-1946) | 1909-1910    | Radikale Venstre         |
|                 | Klaus Berntsen (1844-1927) | 1910-1913    | Venstre                  |
|                 | Carl Theodor Zahle (1866-1946) | 1913-1918    | Radikale Venstre         |
|                 | Carl Theodor Zahle (1866-1946) | 1918-1920    | Radikale Venstre         |
|                 | Otto Liebe (1860-1929) | 1920         |                          |
|                 | Michael Pedersen Friis (1857-1944) | 1920         |                          |
|                 | Niels Neergaard (1854-1936) | 1920-1924    | Venstre                  |
|                 | Thorvald Stauning (1873-1942) | 1924-1926    | Socialdemokraterne       |
|                 | Thomas Madsen-Mygdal (1876-1943) | 1926-1929    | Venstre                  |
|                 | Thorvald Stauning (1873-1942) | 1929-1942    | Socialdemokraterne       |
|                 | Vilhelm Buhl (1881-1954) | 1942         | Socialdemokraterne       |
|                 | Erik Scavenius (1877-1962) | 1942-1943    | partijloos               |
|                 | 1943-1945: De functie is vacant tijdens de bezetting door het Duitse leger. Het interim van de ministeriële functies werd waargenomen door de kabinetsdirecteurs die door de vorige regering waren benoemd. |              |                          |
|                 | Vilhelm Buhl (1881-1954) | 1945         | Socialdemokraterne       |

## Premiers van Denemarken (1945–heden)
| Nr.  | Premier van Denemarken Danmarks statsminister | Premier van Denemarken Danmarks statsminister | Premier van Denemarken Danmarks statsminister | Ambtstermijn      | Ambtstermijn      | Partij(en)              | Kabinet(en)         | Verkiezing(en)   |
| ---- | --------------------------------------------- | --------------------------------------------- | --------------------------------------------- | ----------------- | ----------------- | ----------------------- | ------------------- | ---------------- |
| 13   |                                               | Knud Kristensen                               | Knud Kristensen (1880–1962)                   | 7 november 1945   | 13 november 1947  | Venstre                 | Kristensen          | 1945             |
| 14   |                                               | Hans Hedtoft                                  | Hans Hedtoft (1903–1955)                      | 13 november 1947  | 30 oktober 1950   | Socialdemokraterne      | Hedtoft I           | 1947             |
| 14   | Hedtoft II                                    | Hans Hedtoft                                  | Hans Hedtoft (1903–1955)                      | 13 november 1947  | 30 oktober 1950   | Socialdemokraterne      | 1950                |                  |
| 15   |                                               | Erik Eriksen                                  | Erik Eriksen (1902–1972)                      | 30 oktober 1950   | 30 september 1953 | Venstre                 | 1950                | Eriksen          |
| 15   | Venstre                                       | Erik Eriksen                                  | Erik Eriksen (1902–1972)                      | 30 oktober 1950   | 30 september 1953 | 1953 (1)                |                     | Eriksen          |
| (14) |                                               | Hans Hedtoft                                  | Hans Hedtoft (1903–1955)                      | 30 september 1953 | 29 januari 1955   | Socialdemokraterne      | Hedtoft III         | 1953 (2)         |
| 16   |                                               | Hans Christian Hansen                         | Hans Christian Hansen (1906–1960)             | 1 februari 1955   | 19 februari 1960  | Socialdemokraterne      | Hansen I            | 1953 (2)         |
| 16   | Hansen II                                     | Hans Christian Hansen                         | Hans Christian Hansen (1906–1960)             | 1 februari 1955   | 19 februari 1960  | Socialdemokraterne      | 1957                |                  |
| 17   |                                               | Viggo Kampmann                                | Viggo Kampmann (1910–1976)                    | 21 februari 1960  | 3 september 1962  | Socialdemokraterne      | 1957                | Kampmann I       |
| 17   | Kampmann II                                   | Viggo Kampmann                                | Viggo Kampmann (1910–1976)                    | 21 februari 1960  | 3 september 1962  | Socialdemokraterne      | 1960                |                  |
| 18   |                                               | Jens Otto Krag                                | Jens Otto Krag (1914–1978)                    | 3 september 1962  | 2 februari 1968   | Socialdemokraterne      | 1960                | Krag I           |
| 18   | Krag II                                       | Jens Otto Krag                                | Jens Otto Krag (1914–1978)                    | 3 september 1962  | 2 februari 1968   | Socialdemokraterne      | 1964                |                  |
| 18   | Krag II                                       | Jens Otto Krag                                | Jens Otto Krag (1914–1978)                    | 3 september 1962  | 2 februari 1968   | Socialdemokraterne      | 1966                |                  |
| 19   |                                               | Hilmar Baunsgaard                             | Hilmar Baunsgaard (1920–1989)                 | 2 februari 1968   | 11 oktober 1971   | Radikale Venstre        | Baunsgaard          | 1968             |
| (18) |                                               | Jens Otto Krag                                | Jens Otto Krag (1914–1978)                    | 11 oktober 1971   | 5 oktober 1972    | Socialdemokraterne      | Krag III            | 1971             |
| 20   |                                               | Anker Jørgensen                               | Anker Jørgensen (1922–2016)                   | 5 oktober 1972    | 19 december 1973  | Socialdemokraterne      | Jørgensen I         | 1971             |
| 21   |                                               | Poul Hartling                                 | Poul Hartling (1914–2000)                     | 19 december 1973  | 13 februari 1975  | Venstre                 | Hartling            | 1973             |
| (20) |                                               | Anker Jørgensen                               | Anker Jørgensen (1922–2016)                   | 13 februari 1975  | 10 september 1982 | Socialdemokraterne      | Jørgensen II        | 1975             |
| (20) | 1977                                          | Anker Jørgensen                               | Anker Jørgensen (1922–2016)                   | 13 februari 1975  | 10 september 1982 | Socialdemokraterne      | Jørgensen II        |                  |
| (20) | Jørgensen III                                 | Anker Jørgensen                               | Anker Jørgensen (1922–2016)                   | 13 februari 1975  | 10 september 1982 | Socialdemokraterne      |                     |                  |
| (20) | Jørgensen IV                                  | Anker Jørgensen                               | Anker Jørgensen (1922–2016)                   | 13 februari 1975  | 10 september 1982 | Socialdemokraterne      | 1979                |                  |
| (20) | Jørgensen V                                   | Anker Jørgensen                               | Anker Jørgensen (1922–2016)                   | 13 februari 1975  | 10 september 1982 | Socialdemokraterne      | 1981                |                  |
| 22   |                                               | Poul Schlüter                                 | Poul Schlüter (1929–2021)                     | 10 september 1982 | 25 januari 1993   | Konservative Folkeparti | 1981                | Schlüter I       |
| 22   | Konservative Folkeparti                       | Poul Schlüter                                 | Poul Schlüter (1929–2021)                     | 10 september 1982 | 25 januari 1993   | 1984                    |                     | Schlüter I       |
| 22   | Konservative Folkeparti                       | Poul Schlüter                                 | Poul Schlüter (1929–2021)                     | 10 september 1982 | 25 januari 1993   | Schlüter II             | 1987                |                  |
| 22   | Konservative Folkeparti                       | Poul Schlüter                                 | Poul Schlüter (1929–2021)                     | 10 september 1982 | 25 januari 1993   | Schlüter III            | 1988                |                  |
| 22   | Konservative Folkeparti                       | Poul Schlüter                                 | Poul Schlüter (1929–2021)                     | 10 september 1982 | 25 januari 1993   | Schlüter IV             | 1990                |                  |
| 23   |                                               | Poul Nyrup Rasmussen                          | Poul Nyrup Rasmussen (1943)                   | 25 januari 1993   | 27 november 2001  | Socialdemokraterne      | 1990                | P.N. Rasmussen I |
| 23   | P.N. Rasmussen II                             | Poul Nyrup Rasmussen                          | Poul Nyrup Rasmussen (1943)                   | 25 januari 1993   | 27 november 2001  | Socialdemokraterne      | 1994                |                  |
| 23   | P.N. Rasmussen III                            | Poul Nyrup Rasmussen                          | Poul Nyrup Rasmussen (1943)                   | 25 januari 1993   | 27 november 2001  | Socialdemokraterne      | 1994                |                  |
| 23   | P.N. Rasmussen IV                             | Poul Nyrup Rasmussen                          | Poul Nyrup Rasmussen (1943)                   | 25 januari 1993   | 27 november 2001  | Socialdemokraterne      | 1998                |                  |
| 24   |                                               | Anders Fogh Rasmussen                         | Anders Fogh Rasmussen (1953)                  | 27 november 2001  | 5 april 2009      | Venstre                 | A.F. Rasmussen I    | 2001             |
| 24   | A.F. Rasmussen II                             | Anders Fogh Rasmussen                         | Anders Fogh Rasmussen (1953)                  | 27 november 2001  | 5 april 2009      | Venstre                 | 2005                |                  |
| 24   | A.F. Rasmussen III                            | Anders Fogh Rasmussen                         | Anders Fogh Rasmussen (1953)                  | 27 november 2001  | 5 april 2009      | Venstre                 | 2007                |                  |
| 25   |                                               | Lars Løkke Rasmussen                          | Lars Løkke Rasmussen (1964)                   | 5 april 2009      | 3 oktober 2011    | Venstre                 | 2007                | L.L. Rasmussen I |
| 26   |                                               | Helle Thorning-Schmidt                        | Helle Thorning- Schmidt (1966)                | 3 oktober 2011    | 27 juni 2015      | Socialdemokraterne      | Thorning- Schmidt I | 2011             |
| 26   | Thorning- Schmidt II                          | Helle Thorning-Schmidt                        | Helle Thorning- Schmidt (1966)                | 3 oktober 2011    | 27 juni 2015      | Socialdemokraterne      |                     | 2011             |
| (25) |                                               | Lars Løkke Rasmussen                          | Lars Løkke Rasmussen (1964)                   | 27 juni 2015      | 27 juni 2019      | Venstre                 | L.L. Rasmussen II   | 2015             |
| (25) | L.L. Rasmussen III                            | Lars Løkke Rasmussen                          | Lars Løkke Rasmussen (1964)                   | 27 juni 2015      | 27 juni 2019      | Venstre                 |                     | 2015             |
| 27   |                                               | Mette Frederiksen                             | Mette Frederiksen (1977)                      | 27 juni 2019      | heden             | Socialdemokraterne      | Frederiksen I       | 2019             |
| 27   | Frederiksen II                                | Mette Frederiksen                             | Mette Frederiksen (1977)                      | 27 juni 2019      | heden             | Socialdemokraterne      | 2022                |                  |